# GP2 olasz nagydíj
A GP2 olasz nagydíj 2005 óta kerül megrendezésre, minden eddigi futamot a monzai versenypályán rendeztek meg, bár volt nagydíj az imolai pályán is, de az San Marinó-i nagydíj néven szerepelt. A nagydíjon több, korábbi vagy későbbi forma-1-es pilóta is szerzett győzelmet: Heikki Kovalainen, Giorgio Pantano és Timo Glock.

## Időmérőedzés nyertesek
| Év   | Pilóta             | Csapat              | Idő      | Összefoglaló              |
| ---- | ------------------ | ------------------- | -------- | ------------------------- |
| 2005 | Heikki Kovalainen  | Arden International | 1:33,739 | 2005-ös GP2 olasz nagydíj |
| 2006 | Nelson Piquet, Jr. | Piquet Sports       | 1:30,161 | 2006-os GP2 olasz nagydíj |
| 2007 | Giorgio Pantano    | Campos Grand Prix   | 1:30,546 | 2007-es GP2 olasz nagydíj |
| 2008 | Giorgio Pantano    | Racing Engineering  | 1:31,220 | 2008-as GP2 olasz nagydíj |
| 2009 | Vitalij Petrov     | Barwa Addax Team    | 1:30,007 | 2009-es GP2 olasz nagydíj |
| 2010 | Jules Bianchi      | ART Grand Prix      | 1:30,269 | 2010-es GP2 olasz nagydíj |
| 2011 | Charles Pic        | Barwa Addax Team    | 1:32,349 | 2011-es GP2 olasz nagydíj |
| 2012 | Max Chilton        | Carlin              | 1:31,886 | 2012-es GP2 olasz nagydíj |
| 2013 | Sam Bird           | RUSSIAN TIME        | 1:31,778 | 2013-as GP2 olasz nagydíj |
| 2014 | Stoffel Vandoorne  | ART Grand Prix      | 1:31,707 | 2014-es GP2 olasz nagydíj |
| 2015 | Pierre Gasly       | DAMS                | 1:31,272 | 2015-ös GP2 olasz nagydíj |
| 2016 | Pierre Gasly       | Prema Racing        | 1:31,199 | 2016-os GP2 olasz nagydíj |

## Nyertesek
| Év   | Főverseny nyertese  | Nyertes csapat                 | Sprintverseny nyertese | Nyertes csapat                 |
| ---- | ------------------- | ------------------------------ | ---------------------- | ------------------------------ |
| 2005 | Heikki Kovalainen   | Arden International            | Neel Jani              | Racing Engineering             |
| 2006 | Giorgio Pantano     | Petrol Ofisi FMS International | Giorgio Pantano        | Petrol Ofisi FMS International |
| 2007 | Giorgio Pantano     | Campos Grand Prix              | Timo Glock             | iSport International           |
| 2008 | Lucas di Grassi     | Campos Grand Prix              | Davide Valsecchi       | Durango                        |
| 2009 | Giedo van der Garde | iSport International           | Luiz Razia             | PPR.com Scuderia Coloni        |
| 2010 | Sam Bird            | ART Grand Prix                 | Christian Vietoris     | Racing Engineering             |
| 2011 | Luca Filippi        | Scuderia Coloni                | Christian Vietoris     | Racing Engineering             |
| 2012 | Luca Filippi        | Scuderia Coloni                | Davide Valsecchi       | DAMS                           |
| 2013 | Fabio Leimer        | Racing Engineering             | Adrian Quaife-Hobbs    | Hilmer Motorsport              |
| 2014 | Stoffel Vandoorne   | ART Grand Prix                 | Jolyon Palmer          | DAMS                           |
| 2015 | Alexander Rossi     | Racing Engineering             | Mitch Evans            | RUSSIAN TIME                   |
| 2016 | Antonio Giovinazzi  | Prema Racing                   | Norman Nato            | Racing Engineering             |

## Leggyorsabb körök

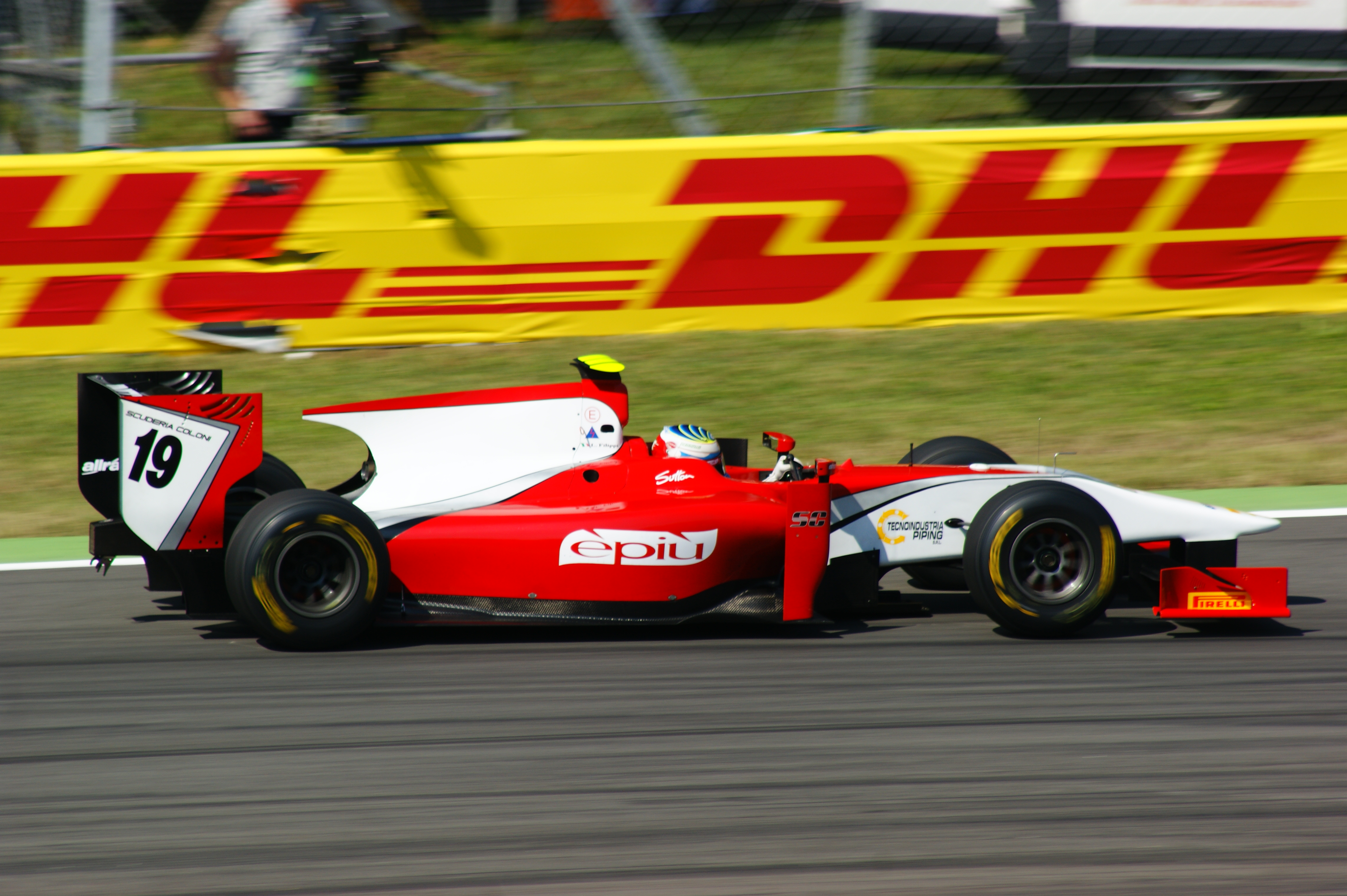
Az olasz Luca Filippi, aki 2011-ben két leggyorsabb kört is futott hazai pályáján

| Év   | Év            | Pálya | Pilóta               | Csapat                         | Időeredmény |
| ---- | ------------- | ----- | -------------------- | ------------------------------ | ----------- |
| 2005 | Főverseny     | Monza | Nico Rosberg         | ART Grand Prix                 | 1:36,315 1  |
| 2005 | Sprintverseny | Monza | Nico Rosberg         | ART Grand Prix                 | 1:35,881 1  |
| 2006 | Főverseny     | Monza | Giorgio Pantano      | Petrol Ofisi FMS International | 1:30,976 2  |
| 2006 | Sprintverseny | Monza | Lewis Hamilton       | ART Grand Prix                 | 1:30,528 2  |
| 2007 | Főverseny     | Monza | Giorgio Pantano      | Campos Grand Prix              | 1:31,442 3  |
| 2007 | Sprintverseny | Monza | Adam Carroll         | Fisichella Motor Sport         | 1:31,595 3  |
| 2008 | Főverseny     | Monza | Mike Conwaya         | Trident Racing                 | 1:35,456 4  |
| 2008 | Sprintverseny | Monza | Andy Soucekb         | Super Nova Racing              | 1:46,771 4  |
| 2009 | Főverseny     | Monza | Edoardo Mortara      | Telmex Arden International     | 1:43,283    |
| 2009 | Sprintverseny | Monza | Luiz Razia           | Scuderia Coloni                | 1:32,553    |
| 2010 | Főverseny     | Monza | Sam Bird             | ART Grand Prix                 | 1:32,438    |
| 2010 | Sprintverseny | Monza | Sam Bird             | ART Grand Prix                 | 1:31,954    |
| 2011 | Főverseny     | Monza | Luca Filippi         | Scuderia Coloni                | 1:33,367    |
| 2011 | Sprintverseny | Monza | Luca Filippi         | Scuderia Coloni                | 1:32,567    |
| 2012 | Főverseny     | Monza | Fabio Leimer         | Racing Engineering             | 1:33,237    |
| 2012 | Sprintverseny | Monza | Luca Filippic        | Scuderia Coloni                | 1:33,507    |
| 2013 | Főverseny     | Monza | Sam Bird             | RUSSIAN TIME                   | 1:32,749    |
| 2013 | Sprintverseny | Monza | Fabio Leimer         | Racing Engineering             | 1:32,749    |
| 2014 | Főverseny     | Monza | Julián Leald         | Carlin                         | 1:33,473    |
| 2014 | Sprintverseny | Monza | Stefano Coletti      | Racing Engineering             | 1:33,258    |
| 2015 | Főverseny     | Monza | Johnny Cecotto, Jr.e | Trident                        | 1:33,723    |
| 2015 | Sprintverseny | Monza | Alex Lynn            | DAMS                           | 1:32,818    |
| 2016 | Főverseny     | Monza | Luca Ghiotto         | Trident                        | 1:33,980    |
| 2016 | Sprintverseny | Monza | Artyom Markelov      | Russian Time                   | 1:33,727    |

Megjegyzések:
- a: A pontot Pastor Maldonado (venezuelai, Piquet Sports) kapta.
- b: A pontot Giorgio Pantano (olasz, Racing Engineering) kapta.
- c: A pontot Davide Valsecchi (olasz, DAMS) kapta.
- d: A pontot Jolyon Palmer (brit, DAMS) kapta.
- e: A pontot Norman Nato (francia, Arden International) kapta.

## Debütáló pilóták
| Év   | Pilóta              | Csapat              |
| ---- | ------------------- | ------------------- |
| 2005 | Toni Vilander       | Coloni Motorsport   |
| 2009 | Johnny Cecotto, Jr. | David Price Racing  |
| 2010 | Brendon Hartley     | Scuderia Coloni     |
| 2010 | Edoardo Piscopo     | Trident Racing      |
| 2011 | Stéphane Richelmi   | Trident Racing      |
| 2012 | Jake Rosenzweig     | Barwa Addax Team    |
| 2013 | Sergio Campana      | Trident Racing      |
| 2014 | Pierre Gasly        | EQ8 Caterham Racing |
| 2015 | Jann Mardenborough  | Carlin              |
| 2015 | Meindert van Buuren | MP Motorsport       |
| 2015 | Patric Niederhauser | Daiko Team Lazarus  |